# Ascensão em livre
Ascensão em livre é uma técnica de montanhismo e/ou alpinismo que consiste em não deixar traços da passagem depois de se ter feito a ascensão. Um dos iniciadores foi o guia de alta montanha Josef Knubel.